# Peire Raimon de Tolosa

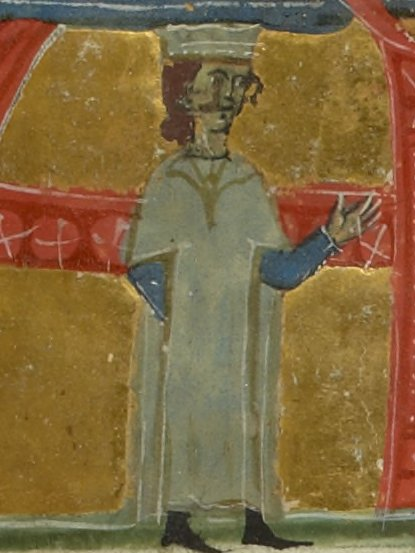
Peire Raimon de Tolosa

Peire Raimon de Tolosa (fl 1180 - 1220) là một troubadour đến từ tầng lớp tiểu tư sản của Toulouse. Ông thường được cho là được nhắc đến với các biệt danh lo Viellz (người già) và lo Gros, mặc dù chúng được cho rằng chúng thuộc về hai người hoàn toàn khác nhau. Mặc khắc, lo Viellz có thể nhắc đến ông như là một trong những troubadour thế hệ đầu. Có 18 bài thơ của ông vẫn còn tồn tại cho đến bây giờ, đồng thời đó là một bản canso và một giai điệu.
Tên của ông (được Latin hóa là Petrus Raimundus) được nhắc đến trong hai văn bản của Toulouse vào các năm 1182 và 1214. Theo như bản vida của ông, ông đã trở thành một người hát rong và chu du đến vùng đất của Alfonso II xứ Aragon, người đã dành cho ông một sự kính trọng. Tác phẩm mang tính tranh luận của Peire Raimon là một bản planh nói về cái chết của Henry Vua trẻ vào năm 1183. Theo như bản vida của mình, Peire đã trải qua một khoảng thời gian dài trong vùng đất của Alfonso II, William VIII của Montpelier và "Bá tước Raymond" (có thể là Raymond V hoặc Raymond VI. Peire cũng dành thời gian đến Ý, cụ thể là đến Lombardy và Piedmont. Ông đến các vùng đất của Thomas I của Savoy, Guglielmo Malaspina và Azzo VI của Este. Con gái của Azzo là Beatriz là người nhận một trong các bài thơ của Peire. Cuối cùng thì Peire ổn định cuộc sống với một người vợ ở Pamiers và ông qua đời ở đó.
Peire được nhắc đến như một ca sĩ và nhà soạn nhạc của canso. Các tác phẩm của ông được đặc tính hóa bằng các chủ đề về thiên nhiên. Phong cách của ông kín. Ông bắt chước các troubadour Cadenet và Arnaut Daniel và rồi được bắt chước lại bởi Bertran de Born, đặc biệt là sự tưởng tượng về thiên nhiên của Peire. Bertran đã đi rất xa trong việc bắt chước Peire khi đã sao chép hầu hết của tác phẩm No.m puesc sofrir d'una leu chanso faire. Trong tác phẩm Us noels pessamens, Peire đã nhìn thấy trước sự xuất hiện của nhà thơ xứ Toscana Dante Alighieri. Peire than phiền về một bà chủ nhà đã thất hứa với ông:

Que qui non a vezat aver
gran be, plus leu pot sostener
afan que tal es rics e bos;
que.l maltrag l'es plus angoyssos,
quan li soven benanansa.

Giai điệu còn tồn tại duy nhất của Peire rất cầu kỳ như giai điệu của Cadenet. Phong cách của ông sử dụng một số lượng lớn các khoảng lớn một cách phi thường, trong đó có các tritone. Bài thơ với giai điệu được xây dựng trên phép ẩn dụ đổi mới:

Atressi cum la candela
que si meteissa destrui
per far clartat ad autrui,
chant, on plus trac gren martire,
per plazer de l'autra gen.